# Mount Pleasant, Western Australia
Mount Pleasant är en del av en befolkad plats i Australien. Den ligger i kommunen Melville och delstaten Western Australia, nära delstatshuvudstaden Perth. Antalet invånare är 6 423.
Runt Mount Pleasant är det mycket tätbefolkat, med 1 754 invånare per kvadratkilometer.. Närmaste större samhälle är Perth, nära Mount Pleasant. 
Runt Mount Pleasant är det i huvudsak tätbebyggt. Genomsnittlig årsnederbörd är 1 018 millimeter. Den regnigaste månaden är maj, med i genomsnitt 176 mm nederbörd, och den torraste är februari, med 9 mm nederbörd.